# 美少女戦士セーラームーン (テレビアニメ)
『美少女戦士セーラームーン』（びしょうじょせんしセーラームーン）シリーズは、1992年3月7日から1997年2月8日まで、テレビ朝日系列で毎週土曜19時から19時30分（JST）に放送された、東映動画制作のテレビアニメシリーズ。
武内直子の同名漫画『美少女戦士セーラームーン』を原作として以下の5作品が制作され、累計の話数は全201話に及ぶ。
- 美少女戦士セーラームーン（びしょうじょせんしセーラームーン）
- 美少女戦士セーラームーンR（びしょうじょせんしセーラームーンアール）
- 美少女戦士セーラームーンS（びしょうじょせんしセーラームーンスーパー）
- 美少女戦士セーラームーンSuperS（びしょうじょせんしセーラームーンスーパーズ）
- 美少女戦士セーラームーンセーラースターズ（びしょうじょせんしセーラームーンセーラースターズ）

2014年以降に制作されたアニメシリーズについては、『美少女戦士セーラームーンCrystal』を参照。

## 作品解説
原作漫画の連載開始から2か月後に、東映動画（現：東映アニメーション）制作のテレビアニメが放送開始。ターゲット層の女児だけではなく幅広い年齢層を取り込んで社会現象化し、バンダイによる玩具などの販促展開やキャラクタービジネスでも成功を収め、萌え文化などのポップカルチャーにも多大な影響を与えた。日本のみならず世界40ヶ国で放送された。
本シリーズはスタッフが共通する前番組『きんぎょ注意報!』の流れを汲んで娯楽性を追求。「普通の女の子」として暮らしながら悪と戦うセーラー戦士たちの友情と恋を描いたアクションコメディ作品になり、原作漫画の大筋を残しながらストーリーと登場人物の性格の多くを改変した。主人公たちの日常生活に焦点を置き、物語の佳境部分を除いて原作漫画で顕著なSF・ファンタジー要素は最小限に抑えられている。怪人態を持たない人間である幹部級の敵キャラクターは原作漫画では倒されて退場するが、本シリーズでは説得で生存したり、退場方法を仲間割れなどに変更している。
『スーパー戦隊シリーズ』のように、各話にアニメオリジナルのゲストキャラクターとゲスト怪人が登場し、各話後半はゲスト怪人との戦闘パートとなる。比較的ホラー色が強い最初期はゲスト怪人も恐ろしげだが、第11話登場の妖魔ムーリドを境に人間に近い姿の怪人が現れ、徐々にお笑い系やお色気系にシフトした。当時のアニメではまだ少なかったアバンタイトルを導入し、オープニングの前に月野うさぎ（第4作『SuperS』ではちびうさとの2人体制）が放送話の前説を述べるが、話によってはカットされる。
主要スタッフでありシリーズ・ディレクター（以下SD）も担当した佐藤順一と幾原邦彦の出世作の1つで、佐藤が得意とする暖かな日常風景と幾原が得意とするファンタジックな世界観が特徴に現れている。子供向けアニメとして作られてはいるが、幾原のシビアで寓話的な演出が散りばめられ、全作品を通して同性や近親者を愛する男女が登場する。華やかでキャッチーなジャズオーケストラの劇伴は好評となり、劇伴の全てを作曲した有澤孝紀は1998年、2000年、2001年のJASRAC賞国際賞を受賞した。本シリーズは「光と影と質感の詩人」と呼ばれたアニメ美術監督・椋尾篁の遺作であり、放送開始の3か月後に死去した後も最終シーズンまでクレジット表記されている。
玩具展開の関係上、原作漫画に存在しない「変身リップロッド」「スタリオンレーヴ」「クリスタルチェンジロッド」などが登場。第1作の登場アイテムは武内直子デザインの「ムーンスティック」などを除いてアニメオリジナルだが、第2作以降のアイテムはテレビアニメ側が用意したデザインで原作と統一した。第2作・第3作のアイテムのデザインには、鉄道車両をデザインした経歴を持つ元工業デザイナーの深野洋一が抜擢された。
当初は第1作で終了する予定だったが、1992年12月に急遽第2作『R』の制作が決定し、放送延長が決まった。一時は玩具が売れず、半年で打ち切りが危ぶまれたが、1年目の後半に登場した「ムーンスティック」がヒットして存続が決まる。さらに社会現象になるほどの大ヒットを遂げたことで続編の制作が決まり、最終的に5作まで続くことになった。これについて佐藤は「最初は（この作品の）会社（東映動画）の期待度がすごく低かったので、これほどヒットして長続きするとは誰も思っていなかった」と話している。第200話（『スターズ』第34話）の放送日には、高輪プリンスホテルに関係者が集まってリアルタイム鑑賞会が行われて終了を祝った。また、その大ヒットゆえに、シリーズの終了はスポーツ新聞で報じられた。
シリーズのアイキャッチは各シリーズごとに新しく制作されるが、シリーズ開始直後のアイキャッチは若干の相違がある。
- 前半と後半のアイキャッチが同じ（R）47話（48話から後半は別のアイキャッチが流れる）
- 「S」の色が逆転している（SuperS）90話
- SEが無い（スターズ）167 - 172話（173話からはSEが追加される）

原作者である武内直子は、キャラクター・設定・ストーリーの原案や、フィルムコミック「なかよしアニメブックス」の表紙の構図を考案したり、主題歌・キャラクターソングの作詞、『R』を除く劇場版の原作、ゲーム版の監修・キャラクターデザインなどで本シリーズに携わっているが、作品の方向性などでスタッフとの軋轢があったと言われている。

## 変身シーンについて
セーラー戦士の変身シーンのバンクは「メイク・アップ！」という呪文を唱えて化粧をし、光るリボンを全身のシルエットに絡ませてコスチュームに変えていく新体操のようなスタイルで、後継の作品に多大な影響を与えた。これについて、初代SDの佐藤順一が次の2点を証言している。
- この変身バンクは、『超電磁ロボ コン・バトラーV』のロボットの合体シーンをベースにしたものである。
- バンクの長さは40秒以上にもなるが、これは、通常のテレビアニメのセルの枚数が1話あたり3000枚であるところ、予算が少なく、「1話内でのセル画の枚数は2,000枚以内」という厳しい条件での制作を強いられたため、必殺技シーンのバンクと合わせて尺の節約を図るためだった。

変身バンク用のBGMは劇伴の有澤孝紀が全て担当し、フルオーケストラの伴奏にキャラクターの名前を繰り返すコーラスを組み合わせている。
変身バンクの絵コンテと演出は、原画として参加した庵野秀明が担当したセーラーウラヌスとセーラーネプチューンを除き、初登場回を演出したアニメーター達がBGMの尺に合わせて描いた。セーラームーン（無印）とセーラーマーキュリーとセーラーちびムーン（S）は佐藤順一、セーラーマーズとセーラージュピターは竹之内和久、セーラーヴィーナスとセーラームーン（R）は幾原邦彦がそれぞれ担当している。

## 反響
シリーズ全5作の平均視聴率は11.6%。最高視聴率は関東エリアでは16.3%（第74話）、関西エリアでは21.7%（第88話）、中部エリアでは19.3%（第123話・第126話）に達し、同時期に放送されていた『たけし・逸見の平成教育委員会』（フジテレビ系列）と互角の人気番組となった。また、その他の裏番組には『まんが日本昔ばなし』（TBS系列）などがあった。
1993年放送の第44回NHK紅白歌合戦の応援合戦では、出演者の森口博子・坂本冬美・西田ひかるがセーラームーン、マーキュリー、マーズのコスプレをして、本シリーズの主題歌「ムーンライト伝説」を歌った。
同時期にアニメ放送された『ドラゴンボール』とセットのイベントが2度、ひらかたパークで1993年の春と1994年の春に行われた。
同性愛がメインテーマの作品というわけではないが、第3作「S」に天王はるか/セーラーウラヌスと海王みちる/セーラーネプチューンが登場した後は、それまで女性の愛好家が主だった百合ファンが男性にまで波及するようになった。
セーラー戦士を演じた声優の三石琴乃・久川綾・富沢美智恵・篠原恵美・深見梨加は、声優ユニット「Peach Hips」を1993年10月11日に結成し、PCエンジン版ゲームの主題歌やアニメのエンディングテーマなどを歌った。アニメと連動したイベントにも出演し、第2期『R』放映中の1993年9月11日・12日にライブイベント「Peach Hips Live」が開催され、、同年12月25日には「セーラームーン & クリスマス」というクリスマスイベントも開催された。さらに、シリーズ終了から11年を経た2009年12月6日には東京・秋葉原のUDXシアターでDVD-BOX発売記念イベントが開催された際に揃って出演し、「クラスメートのように仲が良かった」と当時の思い出を語った。
放映時のキャラクター商品数は約1200種、キャラクター商品の売上はピーク時の1994年で年間約260億円、1992年から1997年までに1000億円。コロちゃんパックの売り上げは1994年までに4タイトル合計で50万本以上、バンダイが発売したセーラームーンR人形の売上は1993年4月の発売以来、9カ月で100万体を販売、バンダイが発売した「ムーン・スティック」の売上は1993年6月時点で50万本を完売。
変身アイテムの総売上は2001年3月時点で280万本、テレビアニメシリーズ（レンタルビデオ、セルビデオ、レーザーディスク、レーザーカラオケの合計）は160万本に達した。変身アイテムの総売上は2001年3月時点で280万本、セルビデオ「美少女戦士セーラームーンR」Vol.1とVol.2はともに8万本を販売、服部セイコーが発売したセーラームーンR時計は1993年7月の発売以来、1994年3月末までに16万6000本を販売。
2013年にテレビ朝日で放送された「世界に進出した日本の人気アニメ ベスト100」にて、本シリーズが3位を獲得した。
2017年にNHKで放送された「ベスト・アニメ100」にて、本シリーズが60位を獲得した。

### 他作品への派生・影響
『S』をもって降板した初代シリーズ構成の富田祐弘と『R』をもって降板した初代キャラクターデザインの只野和子は、本シリーズの派生作・競合作『愛天使伝説ウェディングピーチ』の原作とキャラクターデザインを担当した。武内直子は『ウェディングピーチ』の大ファンであり、同人誌を大量に買い漁ったり、『コードネームはセーラーV』に結婚引退がテーマの『オーロラ♡ウェディング』というパロディ作品を登場させていた。
『SuperS』をもって降板し、東映アニメーションから自主退社した二代目SDの幾原邦彦は、二代目シリーズ構成の榎戸洋司ら少数精鋭のスタッフを率いてオリジナルアニメ製作チーム「ビーパパス」（意味は大人になろう）を創設し、お姫様と王子様の物語を発展させた『少女革命ウテナ』を制作、その後も『輪るピングドラム』『ユリ熊嵐』『さらざんまい』を発表している。初代SDの佐藤順一はその後も少女向け作品を多数制作し、本シリーズの劇伴を担当した有澤孝紀と『夢のクレヨン王国』、三代目SDを担当した五十嵐卓哉と『おジャ魔女どれみ』、二代目キャラクターデザインを担当した伊藤郁子と『プリンセスチュチュ』『魔法使いTai!』を発表、近年でも脚本家の坪田文と『HUGっと!プリキュア』『ワッチャプリマジ!』を制作している。五十嵐卓哉と榎戸洋司は『桜蘭高校ホスト部』でタッグを組んで以来、『STAR DRIVER 輝きのタクト』『キャプテン・アース』『文豪ストレイドッグス』を続々発表している。
シリーズ完結後の後番組には『キューティーハニーF』が放送され、三代目シリーズ構成だった山口亮太、『亜美ちゃんの初恋』でキャラクターデザインを担当した下笠美穂がメインスタッフに参加している。
ウラヌスとネプチューンの変身バンクの演出や原画手伝いを担当した『新世紀エヴァンゲリオン』の庵野秀明は、ビデオに録画して仕事中にずっと流し、連載雑誌「なかよし」を毎月買い、キャラクター商品を買う程にリアルタイムで入れ込んだ。「オタク向けじゃなくて、ちゃんと少女漫画している所がいいですね。男性スタッフが多いのに、ネトついた感じがしないんですよ。これがもっとエッチな感じがしていたら、僕は見ていなかったでしょう」「音が良いんです。BGM・効果音・台詞のセンスもいい」と絶賛した。後に本シリーズが人気を得た理由について「あのアニメには中身がない」「キャラクターと最低限の世界観だけが存在する砂場のようなもの」と評しており、『エヴァンゲリオン』制作の参考にしたと述べている。庵野は本シリーズの劇場版一作目を劇場で3度鑑賞して貞本にビデオを見せていたようで、庵野の強い希望で主人公の碇シンジ役には地場衛の少年期を演じた緒方恵美が採用された。渚カヲルのモデルは庵野の友人である幾原で、葛城ミサトは月野うさぎ役の三石琴乃を見てイメージしたとされ、キャラクターデザインを担当した貞本義行は、ミサトの前髪のデザインは月野うさぎから拝借したと語っている（ミサト役が三石となったのは全くの偶然である）。綾波レイは水野亜美と土萠ほたるに似たキャラクターだが、綾波レイの名前は火野レイから名付けられた。また、貞本による漫画版『エヴァンゲリオン』の最終回は、本シリーズ第一期の最終回によく似た構図であった。
福田己津央は「第1話での三石さんのキレた声・タキシード仮面の格好良さに全身を貫く様な衝撃を受けました」「うさぎちゃんみたいな、明るくて強くて元気で、恋する14歳の女の子で、プリンセスであったりするという、少女漫画的な主人公像が現代の感覚でバランス良く入っている。大変時代にマッチしたアニメを作り上げた原作者の武内直子さんをはじめ、スタッフの方々には脱帽します」と称賛した。

### 本シリーズのパロディ
社会現象となったため、パロディをされた作品の数も膨大である。例えば他作品のパロディで構成された『ゲンジ通信あげだま』には、月野うさぎ役の三石琴乃が声を担当した平家いぶきが登場し、彼女の変身シーンは無印のセーラームーンのパロディになっている。また、『あげだま』の原作者・富田祐弘は、シリーズ初期のメイン脚本家でもある。
『セーラームーンS』1994年8月20日放送分（第104話）では、野原しんのすけにそっくりな言動の美少年・しんのすけと野原みさえにそっくりな言動の母親が登場し、しんのすけの「ナウマンぞうさん」にショックを受けたちびうさが絶句する場面がある。この2人の声は、同話ゲストの美少年家元・玉三郎の声を演じた初代しんのすけ役の声優・矢島晶子と、同話ゲスト怪人のチャガーマの声を演じたみさえ役の声優・ならはしみきが当てている。さらにこのパロディと前後して、『クレヨンしんちゃん』1994年8月8日放送分の「アクション仮面に再会だゾ」には、荒木香恵演じるセーラームフーン、久川綾演じるセーラーイヤーン、篠原恵美演じるセーラーバカーンと『美少女軍団セーラームフーンH』の伊藤一彦監督が登場した。これは、『クレヨンしんちゃん』の本郷みつる監督と佐藤順一の仲がよかったこと、および、テレビ朝日のプロデューサー・太田賢司がこの二作を同時に担当していたことによって実現したお遊びだったという。
1994年に同じテレビ朝日系で放映されたアニメ『機動武闘伝Gガンダム』では、セーラー戦士のような女性型ガンダム・ノーベルガンダムが登場。ときた洸一による漫画版に付属するおまけ4コマ漫画『がんばれ！ドモンくん』では、同機に搭乗するアレンビー・ビアズリーによる「ノーベルガンダムでおしおきよー!」のセリフと共にノーベルガンダムがセーラームーンの決めポーズをとっている。また、『スーパーロボット大戦MX』での、『GEAR戦士電童』のベガとアレンビーとの会話イベントでは、アレンビーのノーベルガンダムに興味を持ったベガがアレンビーに「あのガンダム・・・ティアラとか投げたりする？」「月に代わって何々とか・・・」と聞くシーンがある。うさぎ役の三石琴乃は『電童』でベガを演じており、いわゆる「声優ネタ」である。
秋本治原作のアニメ『こちら葛飾区亀有公園前派出所』には、セーラームーンとセーラーヴィーナスのパロディである特殊刑事課の月光刑事と美茄子刑事が登場し、本シリーズの変身シーンに似たBGMも使用された。
1993年3月26日発売のPCエンジン『ムーンライトレディ』は本シリーズのパロディゲームであり、題名・キャラクター編成・変身シーン中に流れるBGMまでそっくり。
1999年～2000年放送のアニメ『へっぽこ実験アニメーション エクセル♥サーガ』の17話『アニメーションUSA』では、三石琴乃が声を担当したエクセルがセーラームーンにそっくりな登場をするシーンがある。
1993年発売のOVA『NG騎士ラムネ&40 DX』では、ヒロインが変身するセーラー戦士のパロディのロイヤル美少女戦士が登場する。三石琴乃が声を担当したゲストキャラクターは、サントラCDのジャケットでセーラーヴィーナスに似た衣装を着ている。
2009年10月6日からテレビ朝日系で放送中の『お願い!ランキング』の番組キャラクター・おねがい戦士は、セーラー戦士のパロディである。
2013年4月4日放送分の「ロンブー&チュートの芸能人ヒットソングで爆笑ショーバトル!」の『アニメオープニング実写化対決』にてももいろクローバーZが、本シリーズの3作目「S」の実写化を披露した。配役はセーラームーンを百田夏菜子、セーラーマーキュリーを高城れに、セーラージュピターを有安杏果、セーラーマーズを佐々木彩夏、セーラーヴィーナスを玉井詩織が担当し、タキシード仮面とカオリナイトは南海キャンディーズの山里亮太が担当。

### 海外の反応
世界各国で放送され、現在でもヨーロッパなどで絶大な人気を誇る。『Magical Girl/魔法少女』ジャンルを世界に広げた作品であり、近年では、本シリーズのファンである海外の若手クリエイターたちが、本シリーズをオマージュしたスペイン映画『マジカル・ガール』、ディズニーのTVアニメ『悪魔バスター★スター・バタフライ』、カートゥーン ネットワークのTVアニメ『スティーブン・ユニバース』などを発表している。
『パワーレンジャーシリーズ』の大ヒットを受けたサバン・エンターテイメントは、実写パートとアニメパートとで構成した本シリーズのリメイクを企画し、パイロット版を公開したが、観客の反応は散々なもので、そのまま頓挫してしまった。
北米版の権利はDICエンターテイメントが獲得し、オープニングにはオリジナルに敬意を表して「ムーンライト伝説」のアレンジ版が使用された。それ以外は独自のBGMに差し替えられ、暴力シーンや同性愛に関わる設定が大幅に検閲されている（ダーク・キングダム四天王のゾイサイトとアマゾン・トリオのフィッシュ・アイが女性に変更され、天王はるかと海王みちるは従姉妹同士になるなど）。特に、はるかとみちるを従姉妹に改変した点は海外のアニメファンに有名であった。また、アメリカのアニメ雑誌のインタビューで、はるか役の緒方恵美が「同性愛者を演じて宗教的に糾弾されなかったのか」と訊かれたという。
ハリウッド映画『ザ・コア』では「いつもセーラームーン見てる高速回線があるだろ！」という台詞が登場したり、ハリウッド映画『宇宙戦争』では本シリーズがテレビに映る場面がある。
カナダのロック・バンド「ベアネイキッド・レディース」が発表しBillboard Hot 100で1位となった「One Week」の歌詞にセーラームーンが登場する。レズビアン、ゲイ、トランスジェンダーが多数登場する作風から、海外で「テレビ史上最もゲイなアニメ作品」として注目を集め、性的マイノリティーが当たり前のように受け入れられる世界観から、LGBT層に絶大な支持を得ている。他方で、アメリカのフェミニストの間では「女性差別的な価値観に基づくもの」という否定的な意見と「女性の権利向上のシンボルである」という肯定的な意見の2つに分かれた、という資料もある。
ヴァン・ヘイレンのデイヴィッド・リー・ロスが日本で撮影した短編映画（小錦八十吉と共演）で、最後のキメゼリフは「月にかわっておしおきよ!」である。
ロシアのフィギュアスケート選手、エフゲニア・メドベージェワは本シリーズのファンであると公言している。日本のメディアとのインタビューで主題歌の歌詞を披露したり、選手権大会のエキシビションでは本シリーズを寸劇的に再現する演目をコスプレ込みでこなすほどである。

## 各シリーズ紹介
美少女戦士セーラームーン（第1シリーズ）
1992年3月7日 - 1993年2月27日まで、全46話が放送された。原作第1期の「ダーク・キングダム編」に相当する。月野うさぎ/セーラームーン、水野亜美/セーラーマーキュリー、火野レイ/セーラーマーズ、木野まこと/セーラージュピター、愛野美奈子/セーラーヴィーナス、地場衛/タキシード仮面、ルナ、アルテミスが初登場した。
うさぎと衛の前世からの恋を軸に、正体不明のプリンセスと「幻の銀水晶」を狙うダーク・キングダムとの戦いが描かれた。原作に追いつかないよう、第25 - 31話までアニメオリジナルストーリーの「虹水晶編」が放送され、「最強妖魔七人衆」が転生した人間に隠された「虹水晶」の争奪戦が描かれた。
序盤はうさぎが「変装ペン」で働く女性に変身し、情報収集する魔法少女要素もあった。途中までうさぎ・亜美・レイの3人体制で進行し、中盤に入ってまこと、終盤で美奈子が加入した。
うさぎ・レイ・衛の三角関係や、うさぎの親友・大阪なると四天王のネフライトの悲恋、四天王のクンツァイトとゾイサイトがゲイカップルであるなど、原作とは異なる恋愛模様が展開されている。亜美と恋に落ちた妖魔七人衆の浦和良、レイに片思いする火川神社の下働き熊田雄一郎、レイの祖父の火川宮司、美奈子のイギリス時代の仲間カタリナとアランなどのアニメオリジナルキャラクターも登場する。
第45話でジュピター、マーキュリー、ヴィーナス、マーズが戦死、最終話の第46話でもタキシード仮面やセーラームーンも落命する衝撃的な展開が描かれ、新聞の読者投稿欄に「ショックを受けた子供たちが体調不良を訴えている」と寄稿されたほどであった。最終話でうさぎ達は銀水晶の力で転生し、作中の歴史も抹消されたが、同作品中にて培われた人間関係は次作以降に引き継がれている。
美少女戦士セーラームーンR（第2シリーズ）
1993年3月6日 - 1994年3月12日まで、全43話（第47 - 89話）が放送された。物語は前作最終話のラストシーンから2ヶ月を経た時点を起点としている。
前作の好評を受けて急遽シリーズ化されたため、物語の進行が原作に追い付かないよう、最初の13話まではアニメオリジナルストーリーの「魔界樹編」を放送した。魔界樹編では前作の記憶を失ったうさぎ達の再集結が描かれ、オリジナルキャラクターのエイル/銀河星十郎とアン/銀河夏美、月影の騎士（ナイト）が登場する。
第14話からは、原作第2期相当の「ブラック・ムーン編」を放送。未来から来た少女・ちびうさと新たなセーラー戦士・セーラープルートが初登場し、ちびうさの命を狙うブラック・ムーン一族との戦いが描かれた。
第59話で初代SDの佐藤順一が降板（以降も演出で参加）、60話から幾原邦彦に交代した。また、同作品を最後に初代キャラクターデザインの只野和子が降板。
『R』の由来については諸説ある。東映動画側は「ロマンス」の頭文字と解釈していた。テレビ朝日側は「リターンズ」「輪廻転生」「（主人公の月野うさぎの名前から）ラビット」の頭文字という説もあるとしており、広報部は見る側で自由に判断してほしいとコメントしていた。
美少女戦士セーラームーンS（第3シリーズ）
1994年3月19日 - 1995年2月25日 まで、全38話（第90 - 127話）が放送された。原作第3期の「デス・バスターズ編」に相当する。天王はるか/セーラーウラヌスと海王みちる/セーラーネプチューン、セーラープルートに変身する冥王せつな、土萠ほたる/セーラーサターンが初登場する。
うさぎたちは中学3年生に進級し、ちびうさもセーラー戦士見習い・セーラーちびムーンとして帰って来る。
モラリズム（うさぎ）とリアリズム（はるかとみちる）の対立を軸に、「ピュアな心」を持つ人間の中に隠れたアイテム「タリスマン」、中盤からは終わりの近づいた世界を破壊するセーラーサターンと「真の救世主（メシア）」が手にするアイテム「伝説の聖杯」を巡り、ウラヌスとネプチューン、敵組織・デス・バスターズとの三つ巴の戦いが描かれた。
キャラクターデザインが伊藤郁子に交代、同作品を最後に初代シリーズ構成の富田祐弘が降板する。
美少女戦士セーラームーンSuperS（第4シリーズ）
1995年3月4日 - 1996年3月2日まで、全39話（第128 - 166話+スペシャル1話）が放送された。原作第4期の「デッド・ムーン編」に相当する。ダイアナが初登場した。
ちびうさとペガサス/祭司エリオスの淡い恋を軸に、ペガサスが隠れた「美しい夢を持つ人間」を狙うデッド・ムーンとの戦いが描かれた。
はるか、みちる、せつな、ほたるはレギュラー登場せず、はるかとみちるはスペシャルで、せつなは劇場版のみ登場する。
シリーズ構成が榎戸洋司に交代、同作品を最後に幾原邦彦と伊藤郁子が降板する。
初期（第128 - 131話）のオープニングではタイトル名が『美少女戦士セーラームーンSS』表記だったが、「『SS』の部分がハーケンクロイツ（カギ十字）を連想させる」というクレームが付いたため、1時間スペシャルより『美少女戦士セーラームーンSuperS』表記に変更された。その影響により、映像ソフトではオープニングのタイトル表記は、本放送の1時間スペシャル以降のバージョンに差し替えられた。
美少女戦士セーラームーンセーラースターズ（第5シリーズ）
1996年3月9日 - 1997年2月8日まで、全34話（第167 - 200話）が放送された。同作品でも第2シリーズと同様にアニメオリジナルストーリーが複数話にわたって展開され、序盤の6話分は「ネヘレニア復活編」という形で、第4シリーズと第5シリーズの橋渡し的なエピソードを放送。外部太陽系のセーラー戦士の再集結により、初めてレギュラー陣が揃い踏みするという展開も盛り込まれた。
第7話から放送された原作第5期相当の「シャドウ・ギャラクティカ編」では、星野光/セーラースターファイター、大気光/セーラースターメイカー、夜天光/セーラースターヒーラー、ちびちび/セーラーちびちびが登場。うさぎたちは高校生に進級し、うさぎと衛と星野光の三角関係を軸に、特別な人間が持つ「真のスターシード」を探すシャドウ・ギャラクティカとの戦いが描かれた。
SDが五十嵐卓哉に交代、キャラクターデザインも爲我井克美に変わり、シリーズ構成も榎戸洋司から山口亮太に交代となった。
第4シリーズまでは2段書きで「美少女戦士」がサブタイトル扱いで表記されたが、同作品では「美少女戦士セーラームーン」までがサブタイトル扱いとなり、その下に「セーラースターズ」を大きく表示する形となっている。オープニング（OP）曲をこれまでの「ムーンライト伝説」から「セーラースターソング」に変更するなど、イメージの一新も図られた。

## テレビスペシャル
『美少女戦士セーラームーンSuperS スペシャル!』は、1995年4月8日の19:00 - 19:58に放送された約47分のテレビスペシャルで、『美少女戦士セーラームーンSuperS』の序盤に位置する3つのエピソード。月野うさぎとちびうさが過去の樣々な戦闘記録に回想するという形の心得を描いた「華麗に変身? 泣き虫うさぎの成長記録」、テレビシリーズには登場しない天王はるかと海王みちるを主役にしたオリジナルストーリー「はるか みちる再び! 亡霊人形劇」、原作第5巻の番外編「ちびうさ絵日記」をベースとした物語「ちびうさの冒険! 恐怖、吸血鬼の館」という3つのエピソードで構成されている。

## スタッフ
- プロデューサー - 東伊里弥→有迫俊彦、矢田晃一
- 原作 - 武内直子（講談社『なかよし』連載）
- 製作担当 - 樋口宗久→堀川和政→松坂一光
- 製作担当補佐 - 本間修→松坂一光
- 宣伝 - 三輪祐見子
- 音楽 - 有澤孝紀
- 作画チーフ（キャラクターデザインなど） - 只野和子→伊藤郁子→爲我井克美
- 美術チーフ（美術デザインなど） - 椋尾篁→窪田忠雄→田尻健一
- シリーズ構成 - 富田祐弘→榎戸洋司→山口亮太
- シリーズディレクター - 佐藤順一→幾原邦彦→五十嵐卓哉
- テレビ朝日プロデューサー - 太田賢司
- 音響効果 - 今野康之、赤平直樹、鶴田こずえ
- 制作 - テレビ朝日、東映エージエンシー、東映動画

## 声の出演
登場人物についてはキャラクター個別の項、

### セーラー戦士とその仲間たち
- 月野うさぎ / セーラームーン、プリンセス・セレニティ / ネオ・クイーン・セレニティ - 三石琴乃（第44 - 50話のみ荒木香恵、全シリーズのタイトルコールも兼任）
- 水野亜美 / セーラーマーキュリー - 久川綾
- 火野レイ / セーラーマーズ - 富沢美智恵
- 木野まこと / セーラージュピター - 篠原恵美
- 愛野美奈子 / セーラーヴィーナス - 深見梨加（第163話のみ住友七絵）
- ちびうさ / セーラーちびムーン / ブラック・レディ - 荒木香恵
- 地場衛 / タキシード仮面 / プリンス・エンディミオン / キング・エンディミオン、月影の騎士 - 古谷徹
- クイーン・セレニティ - 土井美加
- ルナ - 潘恵子
- アルテミス - 高戸靖広
- ダイアナ - 西原久美子
- 冥王せつな / セーラープルート - 川島千代子
- 海王みちる / セーラーネプチューン - 勝生真沙子
- 天王はるか / セーラーウラヌス - 緒方恵美
- 土萠ほたる / セーラーサターン - 皆口裕子
- 星野光 / セーラースターファイター - 新山志保
- 大気光 / セーラースターメイカー - 津野田なるみ
- 夜天光 / セーラースターヒーラー - 坂本千夏
- ちびちび / セーラーちびちびムーン - 三石琴乃
- 火球皇女 - 玉川紗己子

### 敵キャラクター
- クイン・メタリア - 上村典子
- クイン・ベリル - 潘恵子
- ジェダイト - 小野坂昌也
- ネフライト - 森功至
- ゾイサイト - 難波圭一
- クンツァイト - 曽我部和恭
- エイル / 銀河星十郎（※オリジナルキャラクター） - 緑川光
- アン / 銀河夏美（※オリジナルキャラクター） - 冬馬由美
- ワイズマン / デス・ファントム - 丸山詠二
- プリンス・デマンド - 塩沢兼人
- 紅のルベウス - 高木渉
- 蒼のサフィール - 柏倉つとむ
- 翠のエスメロード - 小山茉美
- 嵐（トルネード）のペッツ - 緒方恵美
- 霊媒（ミディアム）のカラベラス - 平松晶子
- 振り子（ペンジュラム）のベルチェ - 天野由梨
- 同感（シンパシア）のコーアン - 山崎和佳奈
- ミストレス9 - 皆口裕子
- 土萠創一 - 神谷明
- カオリナイト - 上村典子
- ユージアル - 川村万梨阿
- ミメット - かないみか
- テルル - 本多知恵子
- ビリユイ - 鷹森淑乃
- シプリン - 渕崎ゆり子
- プチロル - 笠原留美
- ネヘレニア - 榊原良子 / （少女時代）山崎和佳奈
- ジルコニア - 京田尚子
- タイガーズ・アイ - 置鮎龍太郎
- ホークス・アイ - 古川登志夫
- フィッシュ・アイ - 石田彰
- セレセレ - 天野由梨
- ジュンジュン - 渡辺久美子
- パラパラ - 豊嶋真千子
- ベスベス - 萩森侚子
- ギャラクシア - 堀江美都子
- セーラーアイアンマウス - 原えりこ
- セーラーアルーミナムセイレーン - 井上喜久子
- セーラーレッドクロウ - 鈴鹿千春
- セーラーティンにゃんこ - 大谷育江

## 主題歌・挿入歌・劇伴

### オープニングテーマ
ムーンライト伝説（第1話 - 第166話）
作詞 - 小田佳奈子 / 作曲 - 小諸鉄矢 / 編曲 - 池田大介（1話 - 89話）、林有三（90話 - 166話） / 歌 - DALI（1話 - 89話）、ムーンリップス（桜っ子クラブさくら組（大山アンザ・森野文子））（90話 - 166話）
第46話では挿入歌としても使用された。また、シリーズ最終回となる第200話では、林有三編曲でムーンリップスの歌によるバージョンでエンディングテーマとしても使用されている。
2023年には、『劇場版 美少女戦士セーラームーンCosmos』のオープニングテーマとして、同作品にて内部太陽系戦士を演じる声優陣がカバーし、月蝕曾議が編曲。
セーラースターソング（第167話 - 第200話）
作詞 - 武内直子 / 作曲 - 荒木将器 / 編曲 - HΛL / 歌 - 花沢加絵
第200話では挿入歌としても使用された。

### エンディングテーマ
HEART MOVING（第1話 - 第26話）
作詞 - 津島義昭 / 作曲・編曲 - 佐藤和郎 / 歌 - 高松美砂絵（さくらさくら）
プリンセス・ムーン（第27話 - 第46話）
作詞 - 武内直子 / 作曲・編曲 - さとうかずお / 歌 - 橋本潮、アップルパイ
乙女のポリシー（第47話 - 第91話）
作詞 - 芹沢類 / 作曲 - 永井誠 / 編曲 - 京田誠一 / 歌 - 石田よう子
本来は『R』のエンディングテーマであるが、『S』第2話にあたる第91話まで使用された。
タキシード・ミラージュ（第92話 - 第127話）
作詞 - 武内直子 / 作曲 - 小坂明子 / 編曲 - 林有三 / 歌 - Peach Hips（三石琴乃、久川綾、富沢美智恵、篠原恵美、深見梨加）
私たちになりたくて（第128話 - 第140話）
作詞 - 秋元康 / 作曲 - 井上望 / 編曲 - 岩崎文紀 / 歌 - 藤谷美和子
第130話以降はミックスとボーカル録音を改めた音源が使用された。また、第158話と第159話で挿入歌として使用した。
2021年には、石田によって『劇場版美少女戦士セーラームーン Eternal《前編》』のエンディングテーマとしてカバーされた。
“らしく”いきましょ（第141話 - 第166話）
作詞 - 武内直子 / 作曲 - 水野雅夫 / 編曲 - 林有三 / 歌 - Meu（梶谷美由紀）
2021年には、ANZAによって『劇場版美少女戦士セーラームーン Eternal《後編》』のエンディングテーマとしてカバーされた。
風も空もきっと…（第167話 - 第199話）
作詞・作曲 - 上田知華 / 編曲 - 小西貴雄（第167話 - 第172話）、大槻啓之（第173話 - 第199話） / 歌 - 観月ありさ
第173話以降は別アレンジ音源に変更された。

### 挿入歌
月に代わっておしおきよ（21話）
作詞 - 富田祐弘 / 作曲・編曲 - 有澤孝紀 / 歌 - 三石琴乃、富沢美智恵、久川綾
ほっとけないよ（38・54話）
作詞 - 武内直子 / 作曲 - 山下恭文 / 編曲 - さとうかずお / 歌 - 富沢美智恵、久川綾
幻の銀水晶〜シルバークリスタル（34話）
作詞 - 武内直子 / 作曲 - 橋爪麻希子、さとうかずお / 編曲 - さとうかずお / 歌 - アップルパイ
夢見るだけじゃダメ（40話）
作詞 - 小口由紀子 / 作曲・編曲 - 村上聖 / 歌 - 三石琴乃
You're Just My Love（46話）
作詞 - 渡辺なつみ / 作曲・編曲 - 増田泉 / 歌 - 三石琴乃、古谷徹
あなたのせいじゃない（49話）
作詞 - 横山武 / 作曲・編曲 - 有澤孝紀 / 歌 - 篠原恵美
永遠のメロディー（54話）
作詞 - 野田薫 / 作曲 - 増田泉 / 編曲 - 赤坂東児 / 歌 - 富沢美智恵
同じ涙を分け合って（62・144話）
作詞 - 白峰美津子 / 作曲 - 上野義雄 / 編曲 - 京田誠一 / 歌 - 久川綾
愛の戦士（68・89・102話）
作詞 - 芹沢類 / 作曲・編曲 - 樫原伸彦 / 歌 - 石田よう子
La Soldier（88話）
作詞 - 冬杜花代子 / 作曲・編曲 - 小坂明子 /  歌 - 桜っ子クラブさくら組
あずさ2号（99話）
作詞 - 竜真知子 / 作曲 - 都倉俊一 / 歌 - 島田敏
I am セーラームーン（114話）
作詞：武内直子 / 作曲 - 永井誠 / 編曲 - 林有三 / 歌 - 三石琴乃
ルート・ヴィーナス（154・192話）
作詞 - 武内直子 / 作曲 - 永井誠 / 編曲 - 樫原伸彦 / コーラス編曲 - 樫原伸彦、永井誠 / 歌 - 深見梨加
セーラーチームのテーマ（161話）
作詞 - 武内直子 / 作曲 - 小坂明子 / 編曲 - 戸塚修 / 歌 - 朝川ひろこ
もっとすてきな朝がくるよ（178話）
作詞 - 中田有博 / 作曲 - 清岡千穂 / 編曲 - HΛL / 歌 - 花沢加絵
流れ星へ（185・189 - 191・193 - 195話）
作詞 - 武内直子 / 作曲 - 鈴木キサブロー / 編曲 - 大谷和夫 / 歌 - 新山志保、津野田なるみ、坂本千夏
とどかぬ想い -my friend's love-（188話・195話）
作詞 - 武内直子 / 作曲・編曲 - 有澤孝紀 /   歌 - 新山志保、津野田なるみ、坂本千夏

### 劇伴
シリーズ全編を通して劇伴を担当した有澤孝紀の音楽は評価が高く、有澤はこれらセーラームーン・シリーズの音楽でJASRAC国際賞を受賞した。
大きな特徴としては変身シーンや必殺技などに際して、同度堆積による特徴的な音階を使用することが挙げられる。
- 初代 - 変身シーンとアイキャッチで4度堆積和音（B、E、A、D、G、C）、必殺技「ムーン・ヒーリング・エスカレーション」（銀水晶獲得前）で全音音階（つまり2度堆積）
- R - 変身アイテム使用時のジングルで4度堆積和音
- S - 変身アイテム使用時のジングルで5度堆積和音（C、G、D、A、E、B、[E♭、B♭、F、C] ここでは[]内は和音として同時に演奏されるものとして表記している。その他はアルペジオ）、必殺技「ムーン・スパイラル・ハートアタック」および「レインボー・ムーン・ハートエイク」、次回予告（15秒）末尾（以上共通）で4度堆積和音（G、C、F、B♭、E♭、A♭）、「ハートアタック」のSE（おもちゃにも効果音として収録）で全音音階
- SuperS - 変身シーンおよび次回予告冒頭（以上共通）で4度堆積和音（F、B♭、E♭、A♭）
- セーラースターズ - エターナルセーラームーンの各必殺技使用時のジングル（おもちゃにも効果音として収録）で4度堆積和音（C、F、B♭、E♭、A♭、[E♭、A♭、D♭]）

またこれら見せ場のシーンではバックコーラスが「セーラームーン」と歌うのも大きな特徴。コーラスにはこれ以外のセリフはなくあとはスキャットが僅かに入るのみで、見せ場において大変効果的であった。このコーラスを入れるようにアイデアを出したのは、初代SDの佐藤順一である。R映画版以降は他のセーラー戦士の変身シーンに合わせてそれらのキャラクター名がバックコーラスに入る各キャラ専用変身音楽も作られた。これらコーラスの使用は、有澤が1980年代初頭にコーラスグループ「SOAP」を結成していたことによる影響が大きい。
その他、Rではサクソフォンとクラリネット、Sでは（劇中設定の海王みちるの特技に合わせて）ヴァイオリンの特徴的なソロを含む曲が多く用いられた。
セーラースターズでは必殺技シーンのイントロで波形編集によりターンテーブル効果で音程をうわずらせたり、セーラースターライツのテーマ（特に変身シーン）では特徴的なシンセサイザーの音色やピアノのシンコペーションを用いるなど、1996年当時流行していたユーロビートなどのテクノ音楽の影響が強く窺える。

## 各話リスト
放送話数はシリーズごとに累積されるようになっており、通算50話は『R』4話にあたる。放送日はキー局および同時ネット局のもの。視聴率の出典は『月刊ニュータイプ』より。
リストが膨大なため、伸縮型のメニューとして表示する。

### 美少女戦士セーラームーンSuperS
128話から131話の本放送のオープニングでは『セーラームーン！スーパーズ！』のタイトルコールが挿入されたが、LD/DVD/BDソフト版ではタイトルコールは削除された。

## 放送局
系列は現在の系列。◎は現在他系列局だが、放送当時テレビ朝日系列と他系列とのクロスネットだった局。他系列局の放送時間・期間の出典は特記の無い限り『アニメディア』（学研パブリッシング）より。
| 放送地域       | 放送局           | 放送系列                                     | 放送日時 | 備考 |
| -------------- | ---------------- | -------------------------------------------- | --- | --- |
| 関東広域圏     | テレビ朝日       | テレビ朝日系列                               | 土曜 19:00 - 19:30 （同時ネット）                                                                                                | 制作局 |
| 北海道         | 北海道テレビ     | テレビ朝日系列                               | 土曜 19:00 - 19:30 （同時ネット）                                                                                                | |
| 青森県         | 青森朝日放送     | テレビ朝日系列                               | 土曜 19:00 - 19:30 （同時ネット）                                                                                                | |
| 岩手県         | テレビ岩手       | 日本テレビ系列                               | 火曜 16:00 - 16:30 （1995年9月まで） → 日曜 5:30 - 6:00 （1995年10月 - 1996年3月）                                               | 1993年3月1日スタート。本放送開始以前の1993年2月12日 - 2月26日の間に 「無印」を月曜 - 金曜 16:00 - 16:30にて集中放送。                                              |
| 岩手県         | 岩手朝日テレビ   | テレビ朝日系列                               | 土曜 19:00 - 19:30 （同時ネット）                                                                                                | 1996年10月開局から |
| 宮城県         | 東日本放送       | テレビ朝日系列                               | 土曜 19:00 - 19:30 （同時ネット）                                                                                                | |
| 秋田県         | 秋田朝日放送     | テレビ朝日系列                               | 土曜 19:00 - 19:30 （同時ネット）                                                                                                | 1992年10月開局から |
| 山形県         | 山形放送         | 日本テレビ系列 テレビ朝日系列                | 水曜 17:28 - 17:55 | ◎1993年3月24日まで放送 |
| 山形県         | 山形テレビ       | テレビ朝日系列                               | 土曜 19:00 - 19:30 （同時ネット）                                                                                                | 1993年4月のフジテレビ系列からテレビ朝日系列へのネットチェンジから                                                                                                  |
| 福島県         | 福島放送         | テレビ朝日系列                               | 土曜 19:00 - 19:30 （同時ネット）                                                                                                | |
| 山梨県         | テレビ山梨       | TBS系列                                      | 火曜 15:55 - 16:25 | 1992年8月18日ネット開始。1997年4月15日放送終了。 |
| 新潟県         | 新潟テレビ21     | テレビ朝日系列                               | 土曜 19:00 - 19:30 （同時ネット）                                                                                                | |
| 長野県         | 長野朝日放送     | テレビ朝日系列                               | 土曜 19:00 - 19:30 （同時ネット）                                                                                                | |
| 静岡県         | 静岡朝日テレビ   | テレビ朝日系列                               | 土曜 19:00 - 19:30 （同時ネット）                                                                                                | |
| 富山県         | 北日本放送       | 日本テレビ系列                               | 月曜 - 金曜 17:30 - 18:00（無印） 火曜 17:00 - 17:30（「R」以降）                                                                | 1994年1月19日 - 同年3月28日の間に、「無印」を集中放送。 「R」以降は1994年4月5日から火曜夕方での放送となった。 以後「セーラースターズ」までを1997年7月1日まで放送。 |
| 石川県         | 北陸朝日放送     | テレビ朝日系列                               | 土曜 19:00 - 19:30 （同時ネット）                                                                                                | |
| 福井県         | 福井放送         | 日本テレビ系列 テレビ朝日系列                | 月曜 17:00 - 17:30 →火曜 17:00 - 17:30                                                                                           | 1993年5月24日ネット開始し、1997年3月25日まで放送。 |
| 中京広域圏     | 名古屋テレビ     | テレビ朝日系列                               | 土曜 19:00 - 19:30 （同時ネット）                                                                                                | |
| 近畿広域圏     | 朝日放送         | テレビ朝日系列                               | 土曜 19:00 - 19:30 （同時ネット）                                                                                                | |
| 鳥取県・島根県 | 山陰中央テレビ   | フジテレビ系列                               | 月曜 19:00 - 19:30 （1993年10月から） → 木曜 17:25 - 17:55 （1996年4月から） → 木曜 16:30 - 17:00 （1996年10月 - 1997年2月20日） | 本放送開始以前の1993年8月10日 - 同年8月31日の間に、 「無印」を月 - 金10:30 - 11:00にて集中放送                                                                     |
| 広島県         | 広島ホームテレビ | テレビ朝日系列                               | 土曜 19:00 - 19:30 （同時ネット）                                                                                                | |
| 山口県         | 山口朝日放送     | テレビ朝日系列                               | 土曜 19:00 - 19:30 （同時ネット）                                                                                                | 1993年10月開局から |
| 徳島県         | 四国放送         | 日本テレビ系列                               | 金曜 17:00 - 17:30 | 1992年12月25日スタート |
| 香川県・岡山県 | 瀬戸内海放送     | テレビ朝日系列                               | 土曜 19:00 - 19:30 （同時ネット）                                                                                                | |
| 愛媛県         | あいテレビ       | TBS系列                                      | 日曜 10:04 - 11:00 （1994年4月3日から）                                                                                          | 「R」のみ放送 |
| 愛媛県         | 愛媛朝日テレビ   | テレビ朝日系列                               | 土曜 19:00 - 19:30 （同時ネット）                                                                                                | 1995年4月開局から 無印も同局開局後に放送開始 |
| 高知県         | 高知放送         | 日本テレビ系列                               | 火曜 16:30 - 17:00 （1995年9月まで）                                                                                             | 1993年10月スタート。本放送開始以前の1993年6月 - 同年9月の間に、 「無印」を月 - 木16:00 - 16:30にて集中放送                                                         |
| 福岡県         | 九州朝日放送     | テレビ朝日系列                               | 土曜 19:00 - 19:30 （同時ネット）                                                                                                | |
| 長崎県         | 長崎文化放送     | テレビ朝日系列                               | 土曜 19:00 - 19:30 （同時ネット）                                                                                                | |
| 熊本県         | 熊本朝日放送     | テレビ朝日系列                               | 土曜 19:00 - 19:30 （同時ネット）                                                                                                | |
| 大分県         | 大分朝日放送     | テレビ朝日系列                               | 土曜 19:00 - 19:30 （同時ネット）                                                                                                | 1993年10月開局から |
| 宮崎県         | テレビ宮崎       | フジテレビ系列 日本テレビ系列 テレビ朝日系列 | 火曜 16:00 - 16:30 | 1993年1月スタート |
| 鹿児島県       | 鹿児島放送       | テレビ朝日系列                               | 土曜 19:00 - 19:30 （同時ネット）                                                                                                | |
| 沖縄県         | 琉球放送         | TBS系列                                      | 木曜 16:00 - 16:30 （1994年4月から）                                                                                             | 「無印」のみ放送 |
| 沖縄県         | 琉球朝日放送     | テレビ朝日系列                               | 土曜 19:00 - 19:30 （同時ネット）                                                                                                | 1995年10月開局から |

### 日本国外での放送
| 国               | 放送局                    | 備考                                                        |
| ---------------- | ------------------------- | ----------------------------------------------------------- |
| アメリカ         | USAネットワーク           | 「R」まで                                                   |
| アメリカ         | カートゥーン ネットワーク | 「SuperS」まで                                              |
| カナダ           | YTV                       | 英語吹き替え、「SuperS」まで                                |
| カナダ           | TVA                       | フランス語吹き替え、ケベック州のみ放送                      |
| オーストラリア   | ABC                       | 「R」まで                                                   |
| オーストラリア   | セブン・ネットワーク      | 「R」まで                                                   |
| オーストラリア   | ネットワーク・テン        | 「R」まで                                                   |
| オーストラリア   | Fox Kids                  | 「SuperS」まで                                              |
| ニュージーランド | TV2                       | 「SuperS」まで                                              |
| フランス         | Club Dorothée             | 「SuperS」まで                                              |
| フランス         | TF1                       |                                                             |
| ドイツ           | 第2ドイツテレビ           |                                                             |
| ドイツ           | RTL II                    |                                                             |
| フィンランド     | Sub                       |                                                             |
| オランダ         | Yorin                     |                                                             |
| ベルギー         | VIER                      |                                                             |
| ポーランド       | TV4                       | 「R」まで                                                   |
| ポーランド       | Polsat                    |                                                             |
| ロシア           | 2×2                       | 「S」まで                                                   |
| ロシア           | М1                        |                                                             |
| ロシア           | TNT                       | 「SuperS」、「スターズ」、 無印から「スターズ」まで(再放送) |
| ハンガリー       | RTL Klub                  |                                                             |
| 韓国             | KBS                       |                                                             |
| 韓国             | Daewon Broadcasting       |                                                             |
| 台湾             | CTS                       |                                                             |
| 台湾             | 超級電視台                |                                                             |
| 香港             | TVB                       |                                                             |
| 香港             | TVB J2                    |                                                             |

## 劇場版アニメ
テレビシリーズは高い人気を博し、劇場版も制作、公開された。
全てスタンダード・サイズ（4:3）で制作されたが、LD/DVD/BDソフト版はビスタサイズ（16:9）での発売となり、画面が上下カットされ、いわゆる貧乏ビスタ状態となっている。
劇場版美少女戦士セーラームーンR
長編アニメーション映画。1993年12月5日、全国東映系で公開。
メイクアップ!セーラー戦士
上記の『美少女戦士セーラームーンR』との同時上映の短編アニメーション映画。
劇場版美少女戦士セーラームーンS
長編アニメーション映画。1994年12月4日、全国東映系で公開。
美少女戦士セーラームーンSuperS セーラー9戦士集結!ブラック・ドリーム・ホールの奇跡
長編アニメーション映画。1995年12月23日、全国東映系で公開。
スペシャルプレゼント 亜美ちゃんの初恋 美少女戦士セーラームーンSuperS 外伝
上記の『美少女戦士セーラームーンSuperS セーラー9戦士集結!ブラック・ドリーム・ホールの奇跡』との同時上映で、「水野亜美」を主役にした短編アニメーション映画。原作の短編をアニメ映画化した。
2014年以降の劇場版アニメについては、『美少女戦士セーラームーンCrystal』を参照。

## 関連CD・カセットテープ
サウンドトラックの他、ドラマCD、イメージソングなどが発売された。アニメイトカセットコレクションでは女児よりむしろアニメファン対象のドラマ・カセットテープも販売されていた。このカセットでは、テレビシリーズで病欠した三石に代わり月野うさぎの声を荒木香恵が担当した第44話から第50話のうち第46話（第1シリーズ最終回）クライマックスに相当するシーンを、回想という形で三石琴乃があらためて演じている。後にドラマCDとして再発売された（美少女戦士セーラームーン サウンド・ドラマ・コレクション）。
一部アルバムは2010年3月17日にハイ・クオリティCDの形態が再発売される。

### 主題歌シングル
| 枚 | 発売日         | タイトル                                        | 規格品番                                   |
| -- | -------------- | ----------------------------------------------- | ------------------------------------------ |
| 1  | 1992年3月21日  | ムーンライト伝説/HEART MOVING                   | CODC-8995（CD） COSC-302（カセットテープ） |
| 2  | 1992年10月21日 | プリンセス・ムーン/タキシード・ナイト           | CODC-110（CD） COSC-370（カセットテープ）  |
| 3  | 1993年3月21日  | 乙女のポリシー/好きと言って                     | CODC-160（CD） COSC-522（カセットテープ）  |
| 4  | 1993年12月1日  | Moon Revenge/I am セーラームーン                | FMDC-505（CD）                             |
| 5  | 1994年10月1日  | タキシード・ミラージュ/愛の戦士                 | CODC-395（CD） COSC-637（カセットテープ）  |
| 6  | 1994年12月1日  | Moonlight Destiny/セーラーチームのテーマ        | FMDC-515（CD）                             |
| 7  | 1995年4月1日   | 私たちになりたくて                              | CODA-620（CD） COSA-781（カセットテープ）  |
| 8  | 1995年5月20日  | Moonlight Destiny/Moon Revenge                  | FMDC-520（CD）                             |
| 9  | 1995年7月21日  | “らしく”いきましょ/ムーンライト伝説             | CODC-689（CD）                             |
| 10 | 1995年12月1日  | Morning Moonで会いましょう/三時の妖精           | CODC-767（CD）                             |
| 11 | 1996年4月20日  | 風も空もきっと…                                 | CODA-913（CD）                             |
| 12 | 1996年4月20日  | セーラースターソング/もっとすてきな朝がくるよ   | CODA-914（CD） COSC-914（カセットテープ）  |
| 13 | 1997年11月21日 | 美少女戦士セーラームーン キャラクタービジョンCD | COCC-14695（CD）                           |
| 14 | 2000年6月21日  | ムーンライト伝説/乙女のポリシー                 | CODC-1873（CD）                            |

### キャラクターシングル
| 枚 | 発売日       | タイトル                 | 規格品番 |
| -- | ------------ | ------------------------ | -------- |
| 1  | 1994年3月1日 | 愛はエナジー             | CODC-378 |
| 2  | 1994年3月1日 | 恋人にはなれないけど     | CODC-379 |
| 3  | 1994年3月1日 | わたしの彼 銀河編        | CODC-380 |
| 4  | 1994年3月1日 | せつなくていい           | CODC-381 |
| 5  | 1994年3月1日 | 忘れるために恋をしないで | CODC-382 |

| 枚 | 発売日         | タイトル                                | 規格品番  |
| -- | -------------- | --------------------------------------- | --------- |
| 1  | 1996年7月20日  | 流れ星へ/とどかぬ想い-my friend's love- | CODC-984  |
| 2  | 1996年10月19日 | 銀河一身分違いな片想い                  | CODC-1049 |
| 3  | 1996年10月19日 | 力を合わせて                            | CODC-1050 |
| 4  | 1996年10月19日 | 真夜中ひとり                            | CODC-1051 |
| 5  | 1996年10月19日 | ゴールデンクイーン・ギャラクシア        | CODC-1052 |
| 6  | 1996年11月1日  | セーラームーン・クリスマス              | CODC-1059 |
| 7  | 1996年12月21日 | 戦士の想い                              | CODC-1073 |
| 8  | 1996年12月21日 | 愛をしんじてる                          | CODC-1082 |
| 9  | 1996年12月21日 | あしたもまた自転車                      | CODC-1083 |
| 10 | 1996年12月21日 | 炎の狙撃者（FLAME SNIPER）              | CODC-1084 |
| 11 | 1996年12月21日 | We believe you                          | CODC-1085 |
| 12 | 1996年12月21日 | 愛の女神のHow to love                   | CODC-1086 |
| 13 | 1996年12月21日 | バイバイって言った                      | CODC-1087 |

### ボーカルアルバム
| 枚 | 発売日                                                         | タイトル                                                           | 規格品番                                                                                 |
| -- | -------------------------------------------------------------- | ------------------------------------------------------------------ | ---------------------------------------------------------------------------------------- |
| 1  | 1992年7月1日 2010年3月17日（再発版）                           | 美少女戦士セーラームーン 〜愛はどこにあるの?〜                     | COCC-10059（CD） COTC-2059（カセットテープ） COCX-36148（再発版）                        |
| 2  | 1992年11月21日 2010年3月17日（再発版）                         | 美少女戦士セーラームーン 〜In Another Dream〜                      | COCC-10509（CD） COTC-2292（カセットテープ） COCX-36148（再発版）                        |
| 3  | 1993年6月1日 2001年6月21日（再発版） 2010年3月17日（再々発版） | 美少女戦士セーラームーンR 〜未来へ向かって〜                       | COCC-10838（CD） COTC-2474（カセットテープ） COCX-31391（再発版） COCX-36150（再々発版） |
| 4  | 1994年4月21日                                                  | 美少女戦士セーラームーンR 〜乙女の詩集〜                           | FMCC-5026（CD） FMTC-502（カセットテープ）                                               |
| 5  | 1994年9月21日                                                  | 美少女戦士セーラームーンS ウラヌス・ネプチューン・ちびムーン・PLUS | FMCC-5039（CD）                                                                          |
| 6  | 1994年9月21日                                                  | 美少女戦士セーラームーン 女声合唱とピアノのための合唱組曲          | FMCC-5042（CD）                                                                          |
| 7  | 1995年3月21日                                                  | 美少女戦士セーラームーンSuperS in Paris                            | FMCC-5056（CD） FMTC-512（カセットテープ）                                               |
| 8  | 1995年8月10日 2002年10月19日（再発版）                         | 美少女戦士セーラームーンSuperS テーマソングコレクション            | COCC-12809（CD） COCX-31982（再発版）                                                    |
| 9  | 1995年12月1日                                                  | 美少女戦士セーラームーンSuperS Christmas For You                   | COCC-13058（CD）                                                                         |
| 10 | 1996年5月21日                                                  | 美少女戦士セーラームーン Best Song Collection Pretty Cast          | COCC-13403（CD）                                                                         |
| 11 | 1996年9月21日                                                  | 美少女戦士セーラームーン Best Song Collection                      | COCC-13720（CD）                                                                         |
| 12 | 1996年11月1日                                                  | 美少女戦士セーラームーン セーラースターズ Merry Christmas!         | COCC-13827（CD）                                                                         |
| 13 | 2000年6月21日                                                  | 美少女戦士セーラームーンWorld Super Best                           | COCX-30947（CD）                                                                         |

### サウンドトラック
| 枚 | 発売日                                 | タイトル                                                                 | 規格品番                                                          |
| -- | -------------------------------------- | ------------------------------------------------------------------------ | ----------------------------------------------------------------- |
| 1  | 1992年5月1日 2010年3月17日（再発版）   | 美少女戦士セーラームーン 〜音楽集〜                                      | COCC-9896（CD） COTC-1973（カセットテープ） COCX-36146（再発版）  |
| 2  | 1993年4月1日 2010年3月17日（再発版）   | 美少女戦士セーラームーンR -音楽集-                                       | COCC-10705（CD） COTC-2384（カセットテープ） COCX-36149（再発版） |
| 3  | 1993年12月21日 2010年3月17日（再発版） | 美少女戦士セーラームーンR ミュージックコレクション                       | FMCC-5019（CD） COCX-36151（再発版）                              |
| 4  | 1994年4月1日                           | 美少女戦士セーラームーンR -Symphonic Poem-                               | COCC-11579（CD） COTC-2774（カセットテープ）                      |
| 5  | 1994年6月21日 2010年3月17日（再発版）  | 美少女戦士セーラームーンS 音楽集                                         | COCC-11777（CD） COTC-2873（カセットテープ） COCX-36152（再発版） |
| 6  | 1994年7月1日                           | 美少女戦士セーラームーン Music Fantasy                                   | FMCC-5020（CD）                                                   |
| 7  | 1994年9月21日                          | 美少女戦士セーラームーン ブラスファンタジー                              | FMCC-5040（CD）                                                   |
| 8  | 1994年12月21日 2010年3月17日（再発版） | 美少女戦士セーラームーンS ミュージックコレクション                       | FMCC-5050（CD） COCX-36153（再発版）                              |
| 9  | 1995年2月21日                          | 美少女戦士セーラームーンS ミュージックファンタジー                       | FMCC-5054（CD）                                                   |
| 10 | 1995年9月1日 2010年3月17日（再発版）   | 美少女戦士セーラームーンSuperS -音楽集-                                  | COCC-12836（CD） COTC-2873（カセットテープ） COCX-36154（再発版） |
| 11 | 1995年9月21日                          | 美少女戦士セーラームーンSuperS Piano Fantasia                            | COCC-12881（CD）                                                  |
| 12 | 1995年9月21日                          | 美少女戦士セーラームーンSuperS Orgel Fantasia                            | COCC-12882（CD）                                                  |
| 13 | 1995年12月21日 2010年3月17日（再発版） | 美少女戦士セーラームーンSuperS ミュージックコレクション                  | COCC-13061（CD） COCX-36155（再発版）                             |
| 14 | 1996年6月21日                          | 美少女戦士セーラームーン ミュージックコレクション Extra Version          | COCC-13402（CD）                                                  |
| 15 | 1996年7月20日 2010年3月17日（再発版）  | 美少女戦士セーラームーン セーラースターズ ミュージックコレクション       | COCC-135761（CD） COCX-36156（再発版）                            |
| 16 | 1996年8月21日 2010年3月17日（再発版）  | 美少女戦士セーラームーン セーラースターズ ミュージックコレクション Vol.2 | COCC-13660（CD） COCX-36157（再発版）                             |

### コロちゃんパック
1992年7月1日発売の『美少女戦士セーラームーン』と同年12月21日発売の『美少女戦士セーラームーン』はタイトルは同一だが、収録内容は異なる。
オリコン週間アルバムチャートのカセットチャート（CTチャート。1995年末に廃止）では、『美少女戦士セーラームーン』（1992年12月21日発売版）『美少女戦士セーラームーンR』『美少女戦士セーラームーンSuperS テーマソングコレクション』の3作が1位を獲得し、『美少女戦士セーラームーンR』は1994年度の年間チャートで3位を記録した。
| 枚 | 発売日         | タイトル                                                           | 規格品番  |
| -- | -------------- | ------------------------------------------------------------------ | --------- |
| 1  | 1992年7月1日   | 美少女戦士セーラームーン                                           | COTZ-697  |
| 2  | 1992年9月21日  | 美少女戦士セーラームーン うたとおはなし                            | COTZ-712  |
| 3  | 1992年12月21日 | 美少女戦士セーラームーン                                           | COTZ-761  |
| 4  | 1993年6月1日   | 美少女戦士セーラームーンR                                          | COTZ-773  |
| 5  | 1995年8月19日  | 美少女戦士セーラームーンSuperS テーマソングコレクション            | COTZ-901  |
| 6  | 1995年12月1日  | 美少女戦士セーラームーンSuperS クリスマス・フォー・ユー            | COTZ-928  |
| 7  | 1996年1月20日  | 美少女戦士セーラームーンSuperS ベストコレクション                  | COTZ-941  |
| 8  | 1996年7月20日  | 美少女戦士セーラームーン セーラースターズ ベストソングコレクション | COTZ-973  |
| 9  | 1996年11月1日  | 美少女戦士セーラームーン セーラースターズ メリー・クリスマス       | COTZ-985  |
| 10 | 1996年12月21日 | 美少女戦士セーラームーン セーラースターズ                          | COTZ-1004 |
| 11 | 2000年6月21日  | 美少女戦士セーラームーン スーパーベスト                            | COTZ-3152 |

### フォルテCDカセットパック
| 枚 | 発売日       | タイトル                       | 規格品番      |
| -- | ------------ | ------------------------------ | ------------- |
| 1  | 1995年4月1日 | 美少女戦士セーラームーンS      | FMZX-501〜502 |
| 2  | 1995年4月1日 | 美少女戦士セーラームーンSuperS | FMZX-515〜516 |

### CD-BOX
| 発売日         | タイトル                          | 規格品番                                      |
| -------------- | --------------------------------- | --------------------------------------------- |
| 1994年11月21日 | 美少女戦士セーラームーンS BIG BOX | FMZX-1-1（12cmCD） FMZX-1-2（カセットテープ） |

| 1997年9月20日 | 美少女戦士セーラームーン メモリアルソングBOX | COCC-14459/64（6枚組） |
| 収録枚 |                                              |                        |
| Disc. 1 TVシリーズ主題歌コレクション COCC-14459 Disc. 2 美少女戦士セーラームーン ソングコレクション COCC-14460 Disc. 3 美少女戦士セーラームーンR ソングコレクション+劇場版主題歌コレクション COCC-14461 Disc. 4 美少女戦士セーラームーン セーラースターズ ソングコレクション COCC-14462 Disc. 5 美少女戦士セーラームーン セーラースターズ プロローグ&ポエムコレクション COCC-14463 Disc. 6 美少女戦士セーラームーンシリーズ 未発表カラオケベストコレクション COCC-14464 |                                              |                        |

| 1998年2月21日 | 美少女戦士セーラームーン メモリアルミュージックBOX | COCC-14785/94（10枚組） |
| 収録枚 |                                                    |                         |
| Disc. 1 美少女戦士セーラームーン ミュージックコレクション - 1 COCC-14785 Disc. 2 美少女戦士セーラームーン ミュージックコレクション - 2 COCC-14786 Disc. 3 美少女戦士セーラームーンR ミュージックコレクション COCC-14787 Disc. 4 美少女戦士セーラームーンS ミュージックコレクション COCC-14788 Disc. 5 美少女戦士セーラームーンSuperS ミュージックコレクション COCC-14789 Disc. 6 美少女戦士セーラームーン セーラースターズ ミュージックコレクション - 1 COCC-14790 Disc. 7 美少女戦士セーラームーン セーラースターズ ミュージックコレクション - 2 COCC-14791 Disc. 8 美少女戦士セーラームーンR劇場版 ミュージックコレクション COCC-14792 Disc. 9 美少女戦士セーラームーンS劇場版 ミュージックコレクション COCC-14793 Disc. 10 美少女戦士セーラームーンSuperS劇場版 ミュージックコレクション COCC-14794 |                                                    |                         |

### ドラマCD
| 枚 | 発売日        | タイトル                               | 規格品番  |
| -- | ------------- | -------------------------------------- | --------- |
| 1  | 1994年4月21日 | 美少女戦士セーラームーンR 〜ドラマ編〜 | FMCC-5027 |
| 2  | 1995年2月21日 | 美少女戦士セーラームーンS ドラマ編     | FMCC-5055 |

| 枚 | 発売日        | タイトル                                                  | 規格品番   |
| -- | ------------- | --------------------------------------------------------- | ---------- |
| 1  | 1998年6月20日 | 美少女戦士セーラームーン サウンド・ドラマ・コレクション1  | COCC-15204 |
| 2  | 1998年6月20日 | 美少女戦士セーラームーン サウンド・ドラマ・コレクション2  | COCC-15205 |
| 3  | 1998年6月20日 | 美少女戦士セーラームーン サウンド・ドラマ・コレクション3  | COCC-15206 |
| 4  | 1998年6月20日 | 美少女戦士セーラームーンR サウンド・ドラマ・コレクション1 | COCC-15207 |
| 5  | 1998年6月20日 | 美少女戦士セーラームーンR サウンド・ドラマ・コレクション2 | COCC-15208 |
| 6  | 1998年6月20日 | 美少女戦士セーラームーンS サウンド・ドラマ・コレクション  | COCC-15209 |

### トリビュートアルバム
| 枚 | 発売日        | タイトル                                                       | 規格品番  |
| -- | ------------- | -------------------------------------------------------------- | --------- |
| 1  | 2014年1月29日 | 美少女戦士セーラームーン THE 20TH ANNIVERSARY MEMORIAL TRIBUTE | KICA-3218 |

## DVD
- 第1シリーズのDVD-BOXは2002年5月21日 - 7月21日発売。全8巻で6巻まで各巻6話、7・8巻のみ5話収録。各月3巻ずつ、7・8巻のみ2巻同時発売。DSTD-2068
  - 新価格のDVDが2009年12月11日 - 2010年1月21日に発売。
- 「R」のDVD-BOXは2004年9月21日 - 12月10日発売。全8巻で3巻まで各巻6話、4巻以降は各巻5話収録。各月2巻ずつ同時発売。
  - 新価格のDVDが2010年3月21日 - 4月21日に発売。
- 「S」のDVD-BOXは2005年1月21日 - 4月21日に発売。全7巻で3巻まで各巻6話、4巻以降は各巻5話収録。各月2巻ずつ同時発売だが、最終巻のみ単巻発売。
  - 新価格のDVDが2010年6月21日 - 7月21日に発売。
- 「スーパーズ」のDVD-BOXは2005年5月21日 - 8月5日に発売。全7巻で1巻は4話（スペシャルも）、2巻から6巻は6話、最終巻は5話収録。各月2巻ずつ同時発売だが、最終巻のみ単巻発売。
  - 新価格のDVDが2010年9月21日 - 10月21日発売。
- 「セーラースターズ」のDVD-BOXは2005年9月21日 - 11月21日に発売。全6巻で4巻まで6話、5・6巻のみ5話収録。各月2巻ずつ同時発売。
  - 新価格のDVDが2010年12月3日 - 2011年1月21日発売。
- 「劇場版」の初回限定生産版のDVD-BOXは2002年3月21日に発売。全5巻。DSTD-2063

## Blu-ray
東映ビデオ株式会社より、Vol.1とVol.2（完）に分けて発売されており、各巻映像特典はノンクレジットスーパーOP・ED、15秒予告が収録。
本編映像は、SD素材を元にアップコンバートしHD化作業を行ったものであり、1080p Hi‐Def画質となっている。
全2巻でディスク4枚（「S」と劇場版は除く）。
- 第1シリーズのBlu-rayのVol.1は2017年6月14日に、Vol.2は2017年8月9日に発売。全2巻。
- 「R」のBlu-rayのVol.1は2017年10月4日に、Vol.2は2017年12月6日に発売。全2巻。
- 「S」のBlu-rayのVol.1は2018年11月14日に、Vol.2は2019年1月9日に発売。全2巻。
  - Vol2はDISC3枚となっている。
- 「SuperS」のBlu-rayのVol.1は2019年5月8日に、Vol.2は2019年7月10日に発売。全2巻。
- 「THE MOVIE Blu-ray 1993-1995」のBlu-rayは2018年2月7日に発売。全1巻。
- 「美少女戦士セーラームーンEternal」2021年6月30日に発売。全1巻。

## アニメブック
テレビマガジンより
- 『テレビマガジンデラックス30 決定版 美少女戦士セーラームーン』 （講談社、1993年1月15日第1刷発行） ISBN 4-06-304281-2
- 『テレビマガジンデラックス38 決定版 美少女戦士セーラームーンR』 （講談社、1993年10月6日第1刷発行） ISBN 4-06-304290-1
- 『テレビマガジンデラックス46 決定版 美少女戦士セーラームーンR ②対決！ブラック・ムーン』 （講談社、1994年5月2日第1刷発行） ISBN 4-06-304298-7
- 『テレビマガジンデラックス53 決定版 美少女戦士セーラームーンS』 （講談社、1994年12月22日第1刷発行） ISBN 4-06-304405-X
- 『テレビマガジン グレート百科 46 美少女戦士セーラームーン ひみつ100』 （講談社、1995年3月12日第1刷発行） ISBN 4-06-323046-5
- 『テレビマガジンデラックス58 決定版 美少女戦士セーラームーンSuperS』 （講談社、1995年10月12日第1刷発行） ISBN 4-06-304410-6
- 『テレビマガジン グレート百科 64 美少女戦士セーラームーンSuperS ひみつアルバム』 （講談社、1996年1月4日第1刷発行） ISBN 4-06-323064-3
- 『テレビマガジンデラックス66 決定版 美少女戦士セーラームーン　セーラースターズ』 （講談社、1997年1月6日第1刷発行） ISBN 4-06-304418-1

なかよし編集部より
- 『講談社ヒットブックス34 なかよしアニメアルバム 美少女戦士セーラームーン I』 （講談社、1993年4月10日第1刷発行） ISBN 4-06-177734-3
- 『講談社ヒットブックス40 なかよしアニメアルバム 美少女戦士セーラームーン II』 （講談社、1993年11月30日第1刷発行） ISBN 4-06-177740-8
- 『なかよしメディアブックス3 映画 美少女戦士セーラームーンR メモリアルアルバム』 （講談社、1994年7月30日第1刷発行） ISBN 4-06-324553-5
- 『なかよしメディアブックス&アニメアルバム9 美少女戦士セーラームーンR』 （講談社、1995年1月15日第1刷発行） ISBN 4-06-324559-4
- 『なかよしメディアブックス13 映画 美少女戦士セーラームーンS メモリアルアルバム』 （講談社、1995年9月5日第1刷発行） ISBN 4-06-324563-2
- 『なかよしメディアブックス&アニメアルバム15 美少女戦士セーラームーンS I』 （講談社、1995年8月15日第1刷発行） ISBN 4-06-324565-9
- 『なかよしメディアブックス27 映画 美少女戦士セーラームーンSuperS メモリアルアルバム』 （講談社、1996年7月5日第1刷発行） ISBN 4-06-324577-2
- 『なかよしメディアブックス&アニメアルバム44 美少女戦士セーラームーンS II』 （講談社、1997年6月27日第1刷発行） ISBN 4-06-324594-2
- 『セーラーチーム公式ファンブック』（5巻セット、講談社、1996年3月15日第1刷発行）
  - 『なかよしメディアブックス20 セーラーチーム公式ファンブック1 月野うさぎ〜セーラームーン』 ISBN 4-06-324570-5
  - 『なかよしメディアブックス21 セーラーチーム公式ファンブック2 水野亜美〜セーラーマーキュリー』 ISBN 4-06-324571-3
  - 『なかよしメディアブックス22 セーラーチーム公式ファンブック3 火野レイ〜セーラーマーズ』 ISBN 4-06-324572-1
  - 『なかよしメディアブックス23 セーラーチーム公式ファンブック4 木野まこと〜セーラージュピター』 ISBN 4-06-324573-X
  - 『なかよしメディアブックス24 セーラーチーム公式ファンブック5 愛野美奈子〜セーラーヴィーナス』 ISBN 4-06-324574-8

## 再放送
2000年4月2日から2003年9月28日まで、テレビ朝日系列の4局で、毎週日曜6:30 - 6:58（JST）に『無印』から『SuperS』までの166話分の再放送を実施。この再放送にあわせて玩具やCDなどの商品が再展開され、新たなファンを獲得した。
2009年から2013年にかけて、アニマックスで毎年9月から各シリーズが放送された。CS局ではこの他にもテレ朝チャンネル1や、東映チャンネルで再放送が行われている。
NHK BSプレミアムの「名作アニメを放送する枠」において、2015年4月 - 2月に第1シリーズ、2016年4月 - 2017年2月に『R』のHDデジタルリマスター版がテレビ初放送された。
2020年12月5日よりテレビ神奈川にて、毎週土曜8:00 - 8:30（JST）に『無印』の再放送をスタート。2021年12月現在も引き続き『R』の再放送を実施している。